# Застава Румуније
Застава Румуније је тробојка са три једнака вертикална поља (од јарбола) плаве, жуте и црвене боје. У овом облику застава је званично усвојена 27. децембра 1989. године.
Сматра се да три боје представљају три историјске румунске провинције - Трансилванију, Влашку и Молдавију. Заставе Краљевине Румуније и комунистичке Румуније имале су одговарајуће државне грбове на жутом пољу. Идентичну заставу са државним грбом на жутом пољу има данас Молдавија.
Тачне боје:
- плава, Pantone 280c, CMYK 100-70-0-10, RGB 0-43-127 (#002B7F)
- жута, Pantone 116c, CMYK 0-10-95-0, RGB 252-209-22 (#FCD116)
- црвена, Pantone 186c, CMYK 0-90-80-5, RGB 206-17-38 (#CE1126)

## Старе заставе
- Прва застава у комунистичкој
ери — НР Румунија (1948—1952)
- Друга застава у комунистичкој
ери — НР Румунија (1952—1965)
- Трећа застава у комунистичкој
ери — СР Румунија (1965—1989)